# Александър Малинов
 Тази статия е за политика.  За дееца на ВМОРО вижте Александър Малинов (революционер).  
Александър Павлов Малинов е виден български политик и юрист, дългогодишен лидер на Демократическата партия. Той е министър-председател на България в 30-ото (1908 – 1910), 31-вото (1910 – 1911), 36-ото (1918), 37-ото (1918) и 47-ото (1931) правителство. Той е председател на XXIII обикновено народно събрание (1931 – 1934).

## Биография

### Произход и образование
Роден в Пандъкли, Бесарабия. Александър Малинов е възпитаник на Южнославянския пансион на Тодор Минков в Николаев. Завършва право в Киев през 1891.

### Професионална и политическа кариера
След идването си в България работи като съдия, прокурор и адвокат в Пловдив.
Активен деец на Демократическата партия, той става неин водач след смъртта на Петко Каравелов през 1903. Малинов е начело на правителството на Демократическата партия (1908 – 1911), при което е обявена независимостта на България (22 септември 1908) и са подготвени измененията в Търновската конституция от 1911, увеличаващи дипломатическите правомощия на цар Фердинанд I.
В края на Първата световна война Александър Малинов оглавява две коалиционни правителства (1918), които сключват Солунското примирие и потушават Войнишкото въстание. По време на управлението на Александър Стамболийски е изпратен в затвора (1922), заедно с много други водачи на опозицията. След Деветоюнския преврат е освободен и се включва в новосъздадения Демократически сговор, но през 1924 г. го напуска и преминава в опозиция.
Като водач на Демократическата партия Александър Малинов е сред инициаторите за създаването на коалицията Народен блок, която печели изборите през 1931 г. Той е за кратко министър-председател, но се оттегля и става председател на парламента. В това качество става кръстник на княгиня Мария Луиза. Малинов умира по време на предизборно събрание в София.

### Семейство
Александър Малинов е женен за Юлия Малинова, имат три дъщери и двама синове: Ана, Вера, Мария, Павел и Александър.

## Памет
На Александър Малинов е наречен булевард в София (Карта).